# Association royale belge de hockey
Cet organisme concerne le hockey sur gazon. Pour la fédération belge de hockey sur glace, voir Fédération de Belgique de hockey sur glace.
L’Association royale belge de hockey (ARBH) est l’organe fédérateur des joueurs et joueuses de hockey sur gazon et de hockey en salle et de leurs clubs en Belgique.

## Histoire
La Belgique est en 1924, avec six autres nations européennes, l'un des fondateurs de la Fédération internationale de hockey, que René Franck, préside durant 18 ans. La FIH établit d'ailleurs son siège à Bruxelles. De nombreux Belges sont membres des différents comités de la FIH (Robert Lycke en est le trésorier général, Jean-Claude Leclef et Dominique Aché membres de commissions) et de la FEH (Claire Peeters-Monseu en est la vice-présidente). Le hockey belge est également bien représenté au COIB : Paul Urbain en est administrateur et est le chef de délégation adjoint lors des Jeux de Sydney.

## Présidents
| Période   | Nom                       |
| --------- | ------------------------- |
| 1912-1913 | Comte Joseph d'Oultremont |
| 1931-1946 | Victor de Laveleye        |
| 1946-1959 | Louis Diercxens           |
| 1959-1974 | Fred Pringiers            |
| 1974-1982 | Vincent Vandermeersch     |
| 1982-1985 | Raymond Distave           |
| 1985-1994 | Robert Lycke              |
| 1994-2005 | Jean-Claude Leclef        |
| 2005-2021 | Marc Coudron              |
| 2021-     | Patrick Keusters          |